# Xenodon werneri
Xenodon werneri är en ormart som beskrevs av den österrikiske zoologen Franz Werner 1924. Xenodon werneri ingår i släktet Xenodon, och familjen snokar. Inga underarter finns listade i Catalogue of Life.

## Utbredning
X. werneri är en art som förekommer endemiskt i Franska Guyana. Den lever även i Surinam och angränsade områden av Brasilien. Arten vistas i låglandet upp till 200 meter över havet. Exemplaren hittas i tropiska regnskogar. De simmar ofta.

## Hot
För beståndet är inga hot kända. Hela populationen anses vara stor. IUCN listar arten som livskraftig (LC).